# Provinz Mariscal Cáceres
Die Provinz Mariscal Cáceres ist eine von zehn Provinzen der Region San Martín in Nord-Peru. Benannt wurde die 1940 gegründete Provinz nach Andrés Avelino Cáceres (1836–1923), zweimaliger Präsident von Peru. Die Provinz hat eine Fläche von 14.499 km². Beim Zensus 2017 wurden in der Provinz 67.993 Einwohner gezählt. Im Jahr 1993 lag die Einwohnerzahl bei 49.798, im Jahr 2007 bei 50.884. Die Provinzverwaltung befindet sich in der Kleinstadt Juanjuí.

## Geographische Lage
Die Provinz Mariscal Cáceres liegt im Westen der Region San Martín und erstreckt sich über die Ostflanke der peruanischen Zentralkordillere. Die Provinz hat eine Längsausdehnung in NNW-SSO-Richtung von etwa 145 km sowie eine durchschnittliche Breite von 80 km. Entlang der westlichen Provinzgrenze verläuft die Wasserscheide zum weiter westlich fließenden Río Marañón. Der Río Abiseo, linker Nebenfluss des Río Huallaga, entwässert fast das gesamte Gebiet. Der äußerste Südosten der Provinz wird vom Río Huallaga durchflossen. Im Südwesten der Provinz liegt der Nationalpark Río Abiseo.
Die Provinz Mariscal Cáceres grenzt im Norden an die Provinz Rodríguez de Mendoza (Region Amazonas), im Nordosten an die Provinz Huallaga, im Osten an die Provinz Bellavista, im Südosten an die Provinz Tocache, im Westen an die Provinzen Pataz und Bolívar (beide in der Region La Libertad) sowie im Nordwesten an die Provinz Chachapoyas (Region Amazonas).

## Verwaltungsgliederung
Die Provinz Mariscal Cáceres ist in fünf Distrikte unterteilt. Der Distrikt Juanjuí ist Sitz der Provinzverwaltung.
| Distrikt   | Verwaltungssitz |
| ---------- | --------------- |
| Campanilla | Campanilla      |
| Huicungo   | Huicungo        |
| Juanjuí    | Juanjuí         |
| Pachiza    | Pachiza         |
| Pajarillo  | Pajarillo       |